# رنتسو فورلان
 رنتسو فورلان (ایتالیایی: Renzo Furlan؛ ‏تلفظ در ایتالیایی: [ˈrɛntso]؛ ‏ زاده ۱۷ مهٔ ۱۹۷۰) تنیس‌باز اهل ایتالیا است. 